# Unlimited Hydroplane

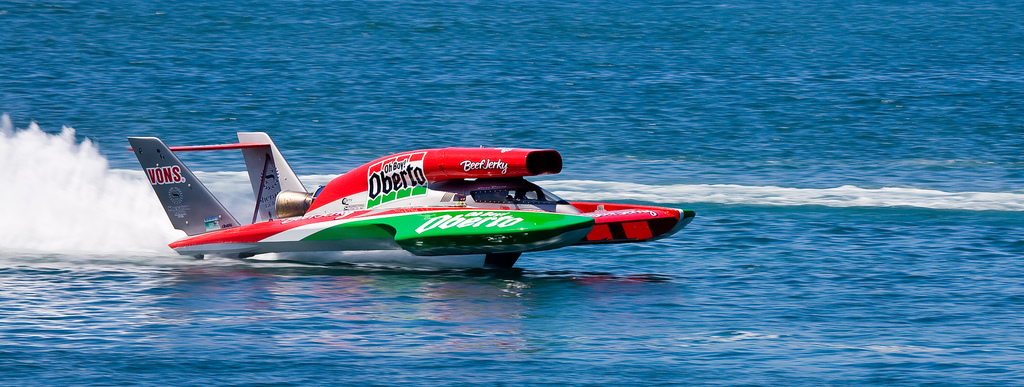
Miss Madison Unlimited Hydroplane, 2007

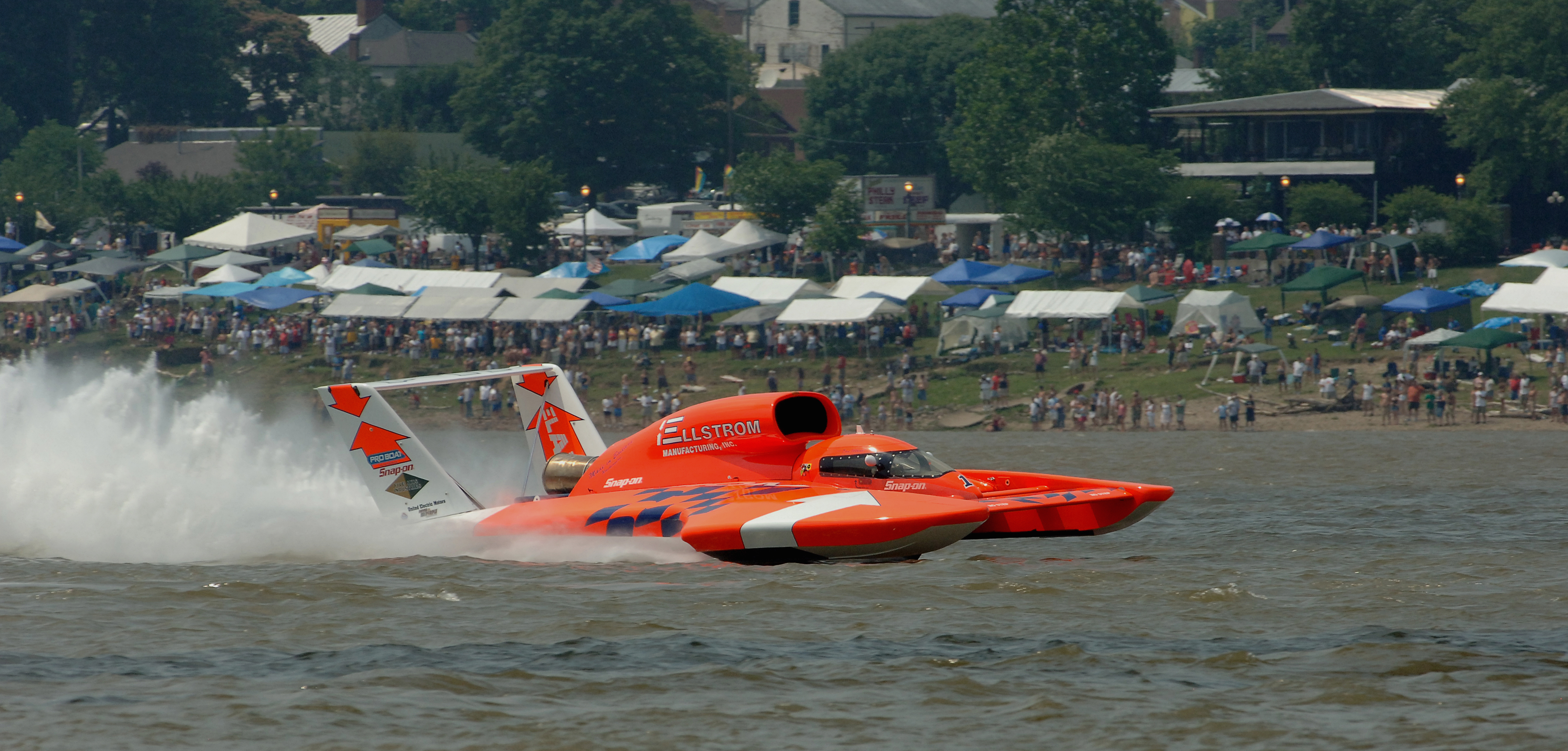
Ellstrom Elam Plus, bei der Madison Regatta, 2006

Unlimited Hydroplane (seit 2009 H1 Unlimited) ist eine Rennbootklasse, die fast ausschließlich in den USA und einigen Staaten des Nahen Ostens gefahren wird. In Europa waren derartige Boote bisher nur bei Show- und Demonstrationsläufen zu sehen. Anders als es der Name „Unlimited“ (unbegrenzt) suggeriert, unterliegen die Boote durchaus einem Reglement, das aber deutlich breiter gefächert ist als bei den anderen Hydroplane-Klassen.
Anmerkung: Der Begriff „Unlimited“ darf hier nicht mit der Versicherungs-Kategorie „Unlimited“ (Ratingregistrierung) von Lloyd’s verwechselt werden, mit der die Rekordboote von M. und D. Campbell und anderen katalogisiert wurden.

## Die Boote

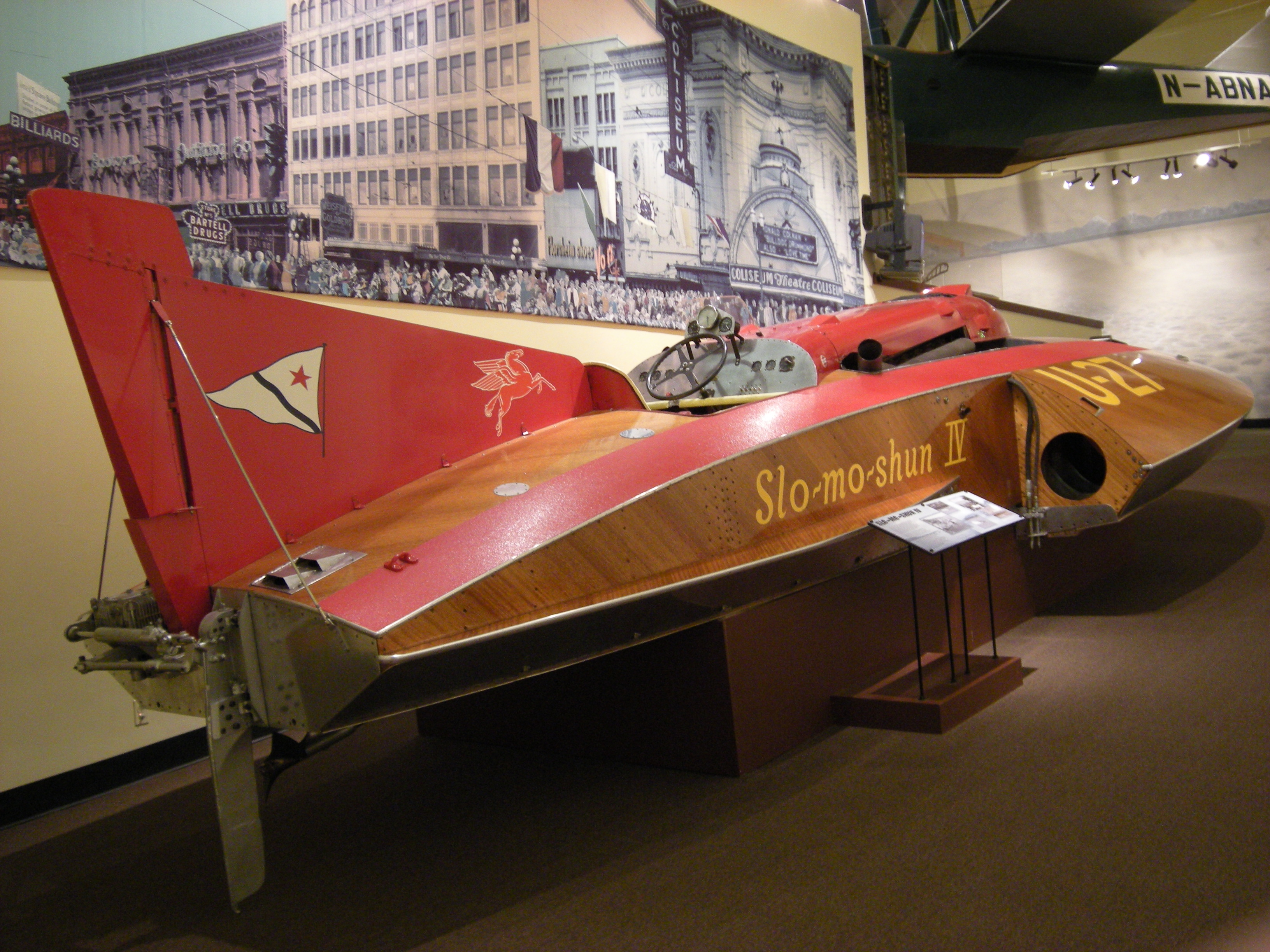
Slo-Mo-Shun IV, eines der ersten erfolgreichen Unlimited Hydroplanes, ausgestellt im Museum of History & Industry (MOHAI) in Seattle, Washington

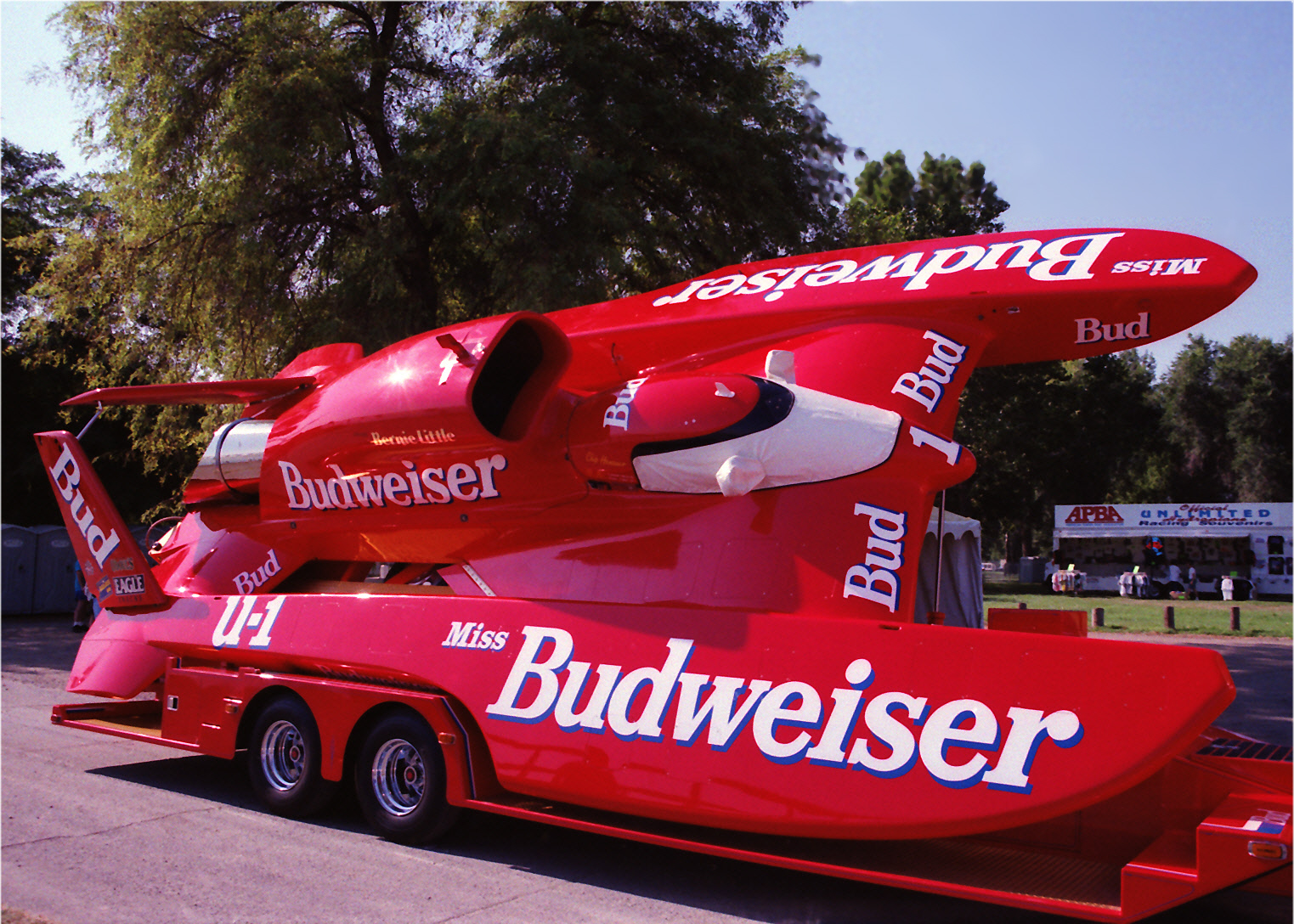
Miss Budweiser Unlimited Hydroplane. Gut zu erkennen, die beiden seitlichen Ausleger („Tatzen“)

Hydroplane-Boote sind ein sehr spezieller Motorboottyp, der fast ausschließlich bei Rennen eingesetzt wird. Das hervorstechendste Merkmal ist, dass sie das Wasser, auf dem sie sich befinden, nur zum Antrieb und Lenken, nicht aber zum Schwimmen nutzen. Wenn sie mit voller Geschwindigkeit fahren, werden sie hauptsächlich durch das Prinzip der Fluiddynamik über Wasser gehalten. Dieser Zustand wird als „Planing“ bezeichnet. Die Boote liegen unter Volllast nur mit einem winzigen Bruchteil ihres Rumpfes tatsächlich auf dem Wasser auf.
Nach dem aktuellen Reglement (seit 2019) sind die Boote in der Kategorie „Unlimited“ zwischen 28 Feet (8534 mm) und 32 Feet (9753 mm) lang und müssen (je nach Antrieb) ein Gewicht von mindestens 2982-1742 kg aufweisen. Die Leistung des Antriebs kann unter den Einschränkungen des gegenwärtigen Reglements bis zu 3000 PS (2200 kW) betragen. Unlimited Hydroplanes können auf der Geraden Geschwindigkeiten von über 200 Meilen pro Stunde (320 km/h) erreichen, und die durchschnittliche Rundengeschwindigkeit liegt zwischen 130 und 165 Meilen pro Stunde (210–265 km/h).

### Bauweise
Zum Einsatz kommen groß dimensionierte Dreipunkter. Der Bootsboden hat links und rechts eine „Tatze“. Bei hoher Geschwindigkeit liegt das Boot nur mit diesen beiden Tatzen-Enden und dem Bootsende (Heck) auf dem Wasser.
Erste Boote, die man der Kategorie Unlimited Hydroplane zuordnen kann, wie zum Beispiel Slo-Mo-Shun IV oder Ferrari Arno XI, waren in Spanten-Bauweise mit Mahagoni-Beplankung angelegt. Moderne Rümpfe bestehen aus Verbundwerkstoffen wie Aluminium-Sandwichplatten mit Wabenkern oder aus mit Glas- oder Kohlenstofffasern verstärktem Kunstharz. (GFK, KFK),

### Antrieb
In den Anfangsjahren (Ende der 1940er, Anfang 1950er) wurden die Boote von hubraumstarken V-12-Motoren, oft Flugmotoren aus den WWII-Beständen der US-Streitkräfte, angetrieben. Heutzutage überwiegen Gasturbinen (Wellenturbinen). Der Vortrieb erfolgt trotzdem hauptsächlich durch Propeller im Wasser.
Sehr oft diente ein Lycoming T55-L7-Turbinentriebwerk (das von der Vietnam-Ära bis heute im CH-47 Chinook-Militärhubschrauber verwendet wird) als Antrieb. Unter dem aktuellen Reglement sind damit Leistungen bis zu 3000 PS möglich. Das Triebwerk erzeugt eine sehr hohe Rotationsenergie, die durch ein Getriebe mit einer Untersetzung von etwa 50 % übertragen wird, um die Propellerdrehzahl zu verringern. Seit 1998 ist das Lycoming T55-L7 als einziges Turbinen-Triebwerk zugelassen.

### Sonstiges
Die Boote heißen traditionell sehr oft „Miss“, gefolgt von dem Namen des Sponsors. Am bekanntesten sind „Miss Budweiser“, die im Laufe der Jahrzehnte mehrfach neu gebaut wurde, und „Miss Madison“ aus dem gleichnamigen Film.
Das letzte propellergetriebene Boot, das den „absoluten“ Geschwindigkeitsweltrekord auf dem Wasser erringen konnte, war Slo-Mo-Shun IV. Der US-amerikanische Besitzer und Skipper des Bootes, Stanley Sayres, holte 1950 und noch mal 1952 (mit 287,263 km/h) den Rekord in die USA
Den höchsten „Klassenrekord“ für propellergetriebene Boote hält seit 2004 der Amerikaner Dave Villwock mit „Miss Budweiser“. Er erreichte 354,86 km/h. Schneller sind nur Boote ohne Propeller, wie zum Beispiel Bluebird K7, Hustler oder Spirit of Australia, die von einem Strahltriebwerk angetrieben werden. Seit 1978 hält der Australier Ken Warby den Rekord mit 511,13 km/h.

## Die Rennserie
Die Rennen wurden „Unlimited Race“ genannt, weil sie die einzige Kategorie von Bootsrennen der American Power Boat Association (APBA) waren, die keine Einschränkungen hinsichtlich der Hubraumgröße ihrer Kolbenmotoren hatten. Die Bezeichnung Unlimited ist in die Turbinen-Ära der Klasse übernommen worden, obwohl es durchaus bauliche Einschränkungen für das Turbinentriebwerk und seinen Kraftstoff, und die Abmessungen und das Gewicht der Boote gibt.

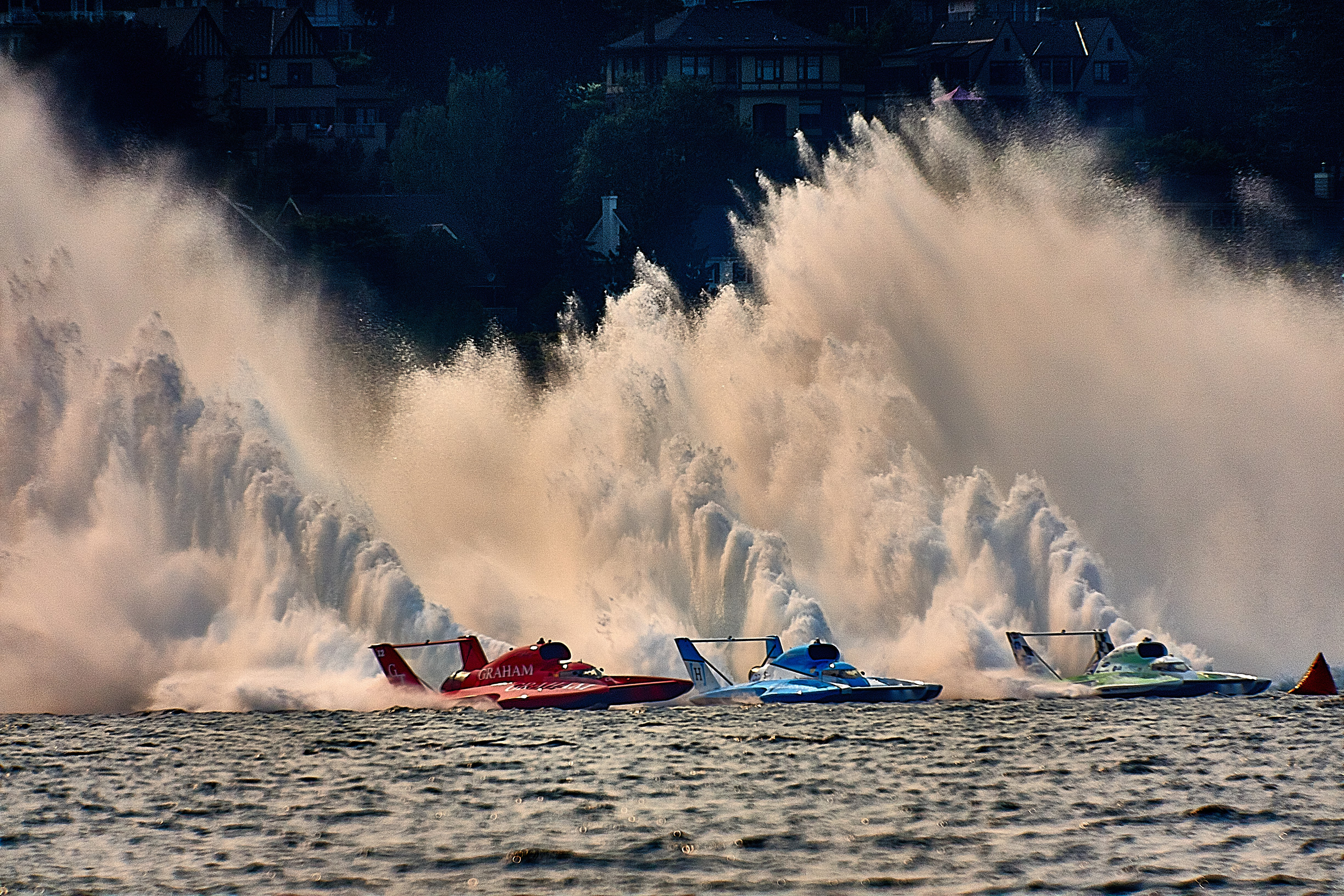
Finale der 2017er H1-Unlimited-Saison in Seafair. Deutlich zu sehen: die auffälligen „Rooster Tails“

### Historie
Die Unlimited Hydroplane Racing Series wurde 1946 gegründet und ermöglichte in dieser Klasse, Rennen für Boote zu veranstalten, die mit nach dem Zweiten Weltkrieg in großer Zahl vorhandenen (überschüssigen) Flugzeugtriebwerken ausgestattet waren. Die Serie ging aus der 1922 eingeführten „Gold Cup Class“ hervor.
Die Boote waren zunächst auf Motoren mit maximal 625 cui (10,24 Liter) beschränkt, später auf 732 cui (12,00 Liter). Rümpfe mit „Stufen“ oder „Schindeln“ (einer Art Schuppenstruktur) an der Unterseite waren verboten.
Ein Grund für diese Reglementierung war der Versuch eine ähnliche Dominanz wie die von Garfield Wood, der ab 1917 fünf Gold Cups in Folge gewonnen und insgesamt auch sechs absolute Geschwindigkeitsrekorde auf dem Wasser errungen hatte, zu verhindern. „King Gar“ hatte in seinen Spitzenjahren fünfzehn Gold-Cup-Runden absolviert. Er wurde zwölfmal Erster und dreimal Zweiter. Im Laufe der Jahre tauchten nur zwei Boote auf, um ihn und sein Boot „Miss America“ herauszufordern. Eines von ihnen („Miss Chicago“) wurde von George Wood, Gar’s jüngerem Bruder, pilotiert. Ein weiterer Grund für die Reglementierung war, die Rennen auch für finanziell schwächer gestellte Teams erschwinglicher zu machen.
1929 wurde die 725-cui-Klasse (11,88 l) der Mississippi Valley Power Boat Association (MVPBA) in die Serie aufgenommen. Die meisten dieser Boote wurden von Hispano-Suiza-8-Flugzeugtriebwerken oder Curtiss OX-5 angetrieben. Diese Klasse war im südlichen und mittleren Westen der USA sehr beliebt, konnte jedoch landesweit nicht die Aufmerksamkeit der Medien erringen, die die teuren und exotisch aussehenden Gegenstücke der Gold-Cup-Klasse bevorzugten.
1946, nach der kriegsbedingten Unterbrechung, wurde die MVPBA in die APBA aufgenommen und die 725er- mit der Gold-Cup-Klasse zur APBA Unlimited Class zusammengelegt.
Erste Versuche mit Turbinentriebwerken fanden 1974 mit dem Boot Whiz-per statt, das im Wettbewerb eingesetzt im August in Seattle sank. Es folgten weitere Versuche, die aber auch keine nennenswerten Erfolge erzielten. Erst in den 1980er Jahren verdrängte das Turbinentriebwerk nach und nach den kolbengetriebenen Verbrennungsmotor.

### Gegenwart: „H1 Unlimited“
Bis 2009 war die Serie als „ABRA Unlimited Hydroplane“ bekannt. Seit 2009 nennt sie sich H1 Unlimited, und ist durch die American Power Boat Association (APBA) in Nordamerika, und durch die UIM, einem internationalen Gremium, sanktioniert. Die H1 Unlimited-Saison dauert in der Regel von Juli bis September und besteht aus fünf Rennen.

## Titel („Championships“)
Die High Point Championship ist die Team-Weltmeisterschaft, und mit der Konstrukteurs-WM der FIA in der Formel 1 vergleichbar, obwohl in der H1 Unlimited-Serie die Teams nicht gezwungen sind komplett eigene Boote / Rümpfe herzustellen.
Die Fahrerwertung, die seit 2011 „Bill Muncey Trophy“ heißt entspricht der Fahrer-WM.
Der APBA Gold Cup ist ein Einzelrennen, das seit 1904 alljährlich im Rahmen der Rennserie in Detroit Michigan ausgetragen wird.
| „High Point Championship“ (Team Weltmeisterschaft) | „High Point Championship“ (Team Weltmeisterschaft)            | „High Point Championship“ (Team Weltmeisterschaft)            | „High Point Championship“ (Team Weltmeisterschaft)            | „High Point Championship“ (Team Weltmeisterschaft)            |
| Jahr                                               | Team                                                          | Motor (Antrieb)                                               | Team owner (Besitzer)                                         | Siege                                                         |
| -------------------------------------------------- | ------------------------------------------------------------- | ------------------------------------------------------------- | ------------------------------------------------------------- | ------------------------------------------------------------- |
| 1946                                               | Tempo VI                                                      |                                                               | Guy Lombardo                                                  | 1                                                             |
| 1947                                               | Miss Pepsi V                                                  |                                                               | Walt Dossin, Roy Dossin, Russell Dossin                       | 3                                                             |
| 1948                                               | Such Crust                                                    |                                                               | Jack Schafer, Sr.                                             | 2                                                             |
| 1949                                               | My Sweetie                                                    |                                                               | Ed Gregory, Ed Schoenherr, H. Dodge, Jr.                      | 4                                                             |
| 1950                                               | My Sweetie                                                    |                                                               | Horace Dodge, Jr.                                             | 2                                                             |
| 1951                                               | Miss Pepsi                                                    |                                                               | Walt Dossin, Roy Dossin                                       | 4                                                             |
| 1952                                               | Miss Pepsi                                                    |                                                               | Walt Dossin, Roy Dossin                                       | 3                                                             |
| 1953                                               | Gale II                                                       |                                                               | Joe Schoenith                                                 | 1                                                             |
| 1954                                               | Gale V                                                        |                                                               | Joe Schoenith                                                 | 4                                                             |
| 1955                                               | Gale V                                                        |                                                               | Joe Schoenith                                                 | 1                                                             |
| 1956                                               | Shanty I                                                      |                                                               | Bill Waggoner                                                 | 3                                                             |
| 1957                                               | Hawaii Kai III                                                |                                                               | Edgar Kaiser                                                  | 5                                                             |
| 1958                                               | Miss Bardahl                                                  |                                                               | Ole Bardahl                                                   | 3                                                             |
| 1959                                               | Maverick                                                      |                                                               | Bill Waggoner                                                 | 5                                                             |
| 1960                                               | Miss Thriftway                                                |                                                               | Willard Rhodes                                                | 4                                                             |
| 1961                                               | Miss Century 21                                               |                                                               | Willard Rhodes                                                | 4                                                             |
| 1962                                               | Miss Century 21                                               |                                                               | Willard Rhodes                                                | 5                                                             |
| 1963                                               | Miss Bardahl                                                  |                                                               | Ole Bardahl                                                   | 3                                                             |
| 1964                                               | Miss Bardahl                                                  |                                                               | Ole Bardahl                                                   | 4                                                             |
| 1965                                               | Miss Bardahl                                                  |                                                               | Ole Bardahl                                                   | 4                                                             |
| 1966                                               | Tahoe Miss                                                    |                                                               | Bill Harrah                                                   | 4                                                             |
| 1967                                               | Miss Bardahl                                                  |                                                               | Ole Bardahl                                                   | 6                                                             |
| 1968                                               | Miss Bardahl                                                  |                                                               | Ole Bardahl                                                   | 4                                                             |
| 1969                                               | Miss Budweiser                                                | Rolls-Royce Merlin                                            | Bernie Little, Tom Friedkin                                   | 4                                                             |
| 1970                                               | Miss Budweiser                                                | Rolls-Royce Merlin                                            | Bernie Little, Tom Friedkin                                   | 4                                                             |
| 1971                                               | Miss Budweiser                                                | Rolls-Royce Merlin                                            | Bernie Little, Tom Friedkin                                   | 2                                                             |
| 1972                                               | Atlas Van Lines                                               | Rolls-Royce Merlin                                            | Joe Schoenith                                                 | 6                                                             |
| 1973                                               | Pay 'n Pak                                                    | Rolls-Royce Merlin                                            | Dave Heerensperger                                            | 4                                                             |
| 1974                                               | Pay 'n Pak                                                    | Rolls-Royce Merlin                                            | Dave Heerensperger                                            | 7                                                             |
| 1975                                               | Pay 'n Pak                                                    | Rolls-Royce Merlin                                            | Dave Heerensperger                                            | 5                                                             |
| 1976                                               | Atlas Van Lines                                               | Rolls-Royce Merlin                                            | Bill Muncey                                                   | 5                                                             |
| 1977                                               | Miss Budweiser                                                | Rolls-Royce Merlin                                            | Bernie Little                                                 | 3                                                             |
| 1978                                               | Atlas Van Lines                                               | Rolls-Royce Merlin                                            | Bill Muncey                                                   | 6                                                             |
| 1979                                               | Atlas Van Lines                                               | Rolls-Royce Merlin                                            | Bill Muncey                                                   | 7                                                             |
| 1980                                               | Miss Budweiser                                                | Rolls-Royce Griffon                                           | Bernie Little                                                 | 5                                                             |
| 1981                                               | Miss Budweiser                                                | Rolls-Royce Griffon                                           | Bernie Little                                                 | 6                                                             |
| 1982                                               | Atlas Van Lines                                               | Rolls-Royce Merlin                                            | Fran Muncey                                                   | 5                                                             |
| 1983                                               | Atlas Van Lines                                               | Rolls-Royce Merlin                                            | Fran Muncey, Jim Lucero                                       | 3                                                             |
| 1984                                               | Miss Budweiser                                                | Rolls-Royce Griffon                                           | Bernie Little                                                 | 6                                                             |
| 1985                                               | Miller American                                               | Lycoming T55                                                  | Fran Muncey Jim Lucero                                        | 5                                                             |
| 1986                                               | Miss Budweiser                                                | Lycoming T55                                                  | Bernie Little                                                 | 3                                                             |
| 1987                                               | Miss Budweiser                                                | Lycoming T55                                                  | Bernie Little                                                 | 5                                                             |
| 1988                                               | Miss Budweiser                                                | Lycoming T55                                                  | Bernie Little                                                 | 4                                                             |
| 1989                                               | Miss Budweiser                                                | Lycoming T55                                                  | Bernie Little                                                 | 4                                                             |
| 1990                                               | Miss Circus Circus                                            | Lycoming T55                                                  | Bill Bennett                                                  | 6                                                             |
| 1991                                               | Miss Budweiser                                                | Lycoming T55                                                  | Bernie Little                                                 | 4                                                             |
| 1992                                               | Miss Budweiser                                                | Lycoming T55                                                  | Bernie Little                                                 | 7                                                             |
| 1993                                               | Miss Budweiser                                                | Lycoming T55                                                  | Bernie Little                                                 | 7                                                             |
| 1994                                               | Miss Budweiser                                                | Lycoming T55                                                  | Bernie Little                                                 | 4                                                             |
| 1995                                               | Miss Budweiser                                                | Lycoming T55                                                  | Bernie Little                                                 | 5                                                             |
| 1996                                               | PICO American Dream                                           | Lycoming T55                                                  | Fred Leland                                                   | 6                                                             |
| 1997                                               | Miss Budweiser                                                | Lycoming T55                                                  | Bernie Little                                                 | 6                                                             |
| 1998                                               | Miss Budweiser                                                | Lycoming T55                                                  | Bernie Little                                                 | 8                                                             |
| 1999                                               | Miss Budweiser                                                | Lycoming T55                                                  | Bernie Little                                                 | 8                                                             |
| 2000                                               | Miss Budweiser                                                | Lycoming T55                                                  | Bernie Little                                                 | 6                                                             |
| 2001                                               | Miss Budweiser                                                | Lycoming T55-L7C                                              | Bernie Little                                                 | 1                                                             |
| 2002                                               | Miss Budweiser                                                | Lycoming T55-L7C                                              | Bernie Little                                                 | 3                                                             |
| 2003                                               | Miss Budweiser                                                | Lycoming T55-L7C                                              | Joe Little                                                    | 2                                                             |
| 2004                                               | Miss Budweiser                                                | Lycoming T55-L7C                                              | Joe Little                                                    | 5                                                             |
| 2005                                               | Miss Elam Plus                                                | Lycoming T55-L7C                                              | Erick Ellstrom                                                | 3                                                             |
| 2006                                               | Miss Formulaboats.com II                                      | Lycoming T55-L7C                                              | Ted Porter                                                    | 1                                                             |
| 2007                                               | Miss Elam Plus                                                | Lycoming T55-L7C                                              | Erick Ellstrom                                                |                                                               |
| 2008                                               | Oh Boy! Oberto (Miss Madison)                                 | Lycoming T55-L7C                                              | City of Madison                                               |                                                               |
| 2009                                               | Oh Boy! Oberto (Miss Madison)                                 | Lycoming T55-L7C                                              | City of Madison                                               | 1                                                             |
| 2010                                               | Oh Boy! Oberto (Miss Madison)                                 | Lycoming T55-L7C                                              | City of Madison                                               | 3                                                             |
| 2011                                               | U-96 Spirit of Qatar                                          | Lycoming T55-L7C                                              | Marine Technologies                                           | 3                                                             |
| 2012                                               | Oh Boy! Oberto (Miss Madison)                                 | Lycoming T55-L7C                                              | City of Madison                                               | 3                                                             |
| 2013                                               | Graham Trucking                                               | Lycoming T55-L7C                                              | Team Porter Racing                                            | 4                                                             |
| 2014                                               | Oberto Beef Jerky                                             | Lycoming T55-L7C                                              | City of Madison                                               | 2                                                             |
| 2015                                               | Oberto                                                        | Lycoming T55-L7C                                              | City of Madison                                               | 3                                                             |
| 2016                                               | HomeStreet Bank                                               | Lycoming T55-L7C                                              | City of Madison                                               | 2                                                             |
| 2017                                               | HomeStreet Bank                                               | Lycoming T55-L7C                                              | City of Madison                                               | 1                                                             |
| 2018                                               | Jones Racing                                                  | Lycoming T55-L7C                                              | Michael and Lori Jones                                        | 3                                                             |
| 2019                                               | “Miss HomeStreet”                                             | Lycoming T55-L7C                                              | City of Madison                                               | 5                                                             |
| 2020                                               | Saison wurde wegen der weltweiten COVID-19-Pandemie abgesagt. | Saison wurde wegen der weltweiten COVID-19-Pandemie abgesagt. | Saison wurde wegen der weltweiten COVID-19-Pandemie abgesagt. | Saison wurde wegen der weltweiten COVID-19-Pandemie abgesagt. |
| 2021                                               |                                                               |                                                               |                                                               |                                                               |

| Bill Muncey Trophy (Fahrerwertung) | Bill Muncey Trophy (Fahrerwertung)               | Bill Muncey Trophy (Fahrerwertung)               | Bill Muncey Trophy (Fahrerwertung)               |
| Jahr                               | Fahrer                                           | Boot                                             | Siege                                            |
| ---------------------------------- | ------------------------------------------------ | ------------------------------------------------ | ------------------------------------------------ |
| 1946                               | Guy Lombardo                                     | Tempo VI                                         | 1                                                |
| 1947                               | Danny Foster                                     | Miss Pepsi V                                     | 3                                                |
| 1948                               | Dan Arena                                        | Such Crust                                       | 2                                                |
| 1949                               | Bill Stead                                       | My Sweetie                                       | 4                                                |
| 1950                               | Danny Foster                                     | Such Crust, Delphine X                           | 2                                                |
| 1951                               | Chuck Thompson                                   | Miss Pepsi                                       | 4                                                |
| 1952                               | Chuck Thompson                                   | Miss Pepsi                                       | 3                                                |
| 1953                               | Lee Schoenith                                    | Gale II                                          | 1                                                |
| 1954                               | Lee Schoenith                                    | Gale V                                           | 4                                                |
| 1955                               | Lee Schoenith                                    | Gale V                                           | 1                                                |
| 1956                               | Russ Schleeh                                     | Shanty I                                         | 3                                                |
| 1957                               | Jack Regas                                       | Hawaii Kai III                                   | 5                                                |
| 1958                               | Mira Slovak                                      | Miss Bardahl                                     | 3                                                |
| 1959                               | Bill Stead                                       | Maverick                                         | 5                                                |
| 1960                               | Bill Muncey                                      | Miss Thriftway                                   | 4                                                |
| 1961                               | Bill Muncey                                      | Miss Century 21                                  | 4                                                |
| 1962                               | Bill Muncey                                      | Miss Century 21                                  | 5                                                |
| 1963                               | Bill Cantrell                                    | Gale V                                           | 0                                                |
| 1964                               | Ron Musson                                       | Miss Bardahl                                     | 4                                                |
| 1965                               | Ron Musson                                       | Miss Bardahl                                     | 4                                                |
| 1966                               | Mira Slovak                                      | Tahoe Miss                                       | 4                                                |
| 1967                               | Billy Schumacher                                 | Miss Bardahl                                     | 6                                                |
| 1968                               | Billy Schumacher                                 | Miss Bardahl                                     | 4                                                |
| 1969                               | Bill Sterett, Sr.                                | Miss Budweiser                                   | 4                                                |
| 1970                               | Dean Chenoweth                                   | Miss Budweiser                                   | 4                                                |
| 1971                               | Dean Chenoweth                                   | Miss Budweiser                                   | 2                                                |
| 1972                               | Bill Muncey                                      | Atlas Van Lines                                  | 6                                                |
| 1973                               | Mickey Remund                                    | Pay 'n Pak                                       | 4                                                |
| 1974                               | George Henley                                    | Pay 'n Pak                                       | 7                                                |
| 1975                               | Billy Schumacher                                 | Weisfield's                                      | 2                                                |
| 1977                               | Mickey Remund                                    | Miss Budweiser                                   | 3                                                |
| 1976                               | Bill Muncey                                      | Atlas Van Lines                                  | 5                                                |
| 1978                               | Bill Muncey                                      | Atlas Van Lines                                  | 6                                                |
| 1979                               | Bill Muncey                                      | Atlas Van Lines                                  | 7                                                |
| 1980                               | Dean Chenoweth                                   | Miss Budweiser                                   | 5                                                |
| 1981                               | Dean Chenoweth                                   | Miss Budweiser                                   | 6                                                |
| 1982                               | Chip Hanauer                                     | Atlas Van Lines                                  | 5                                                |
| 1983                               | Chip Hanauer                                     | Atlas Van Lines                                  | 3                                                |
| 1984                               | Jim Kropfeld                                     | Miss Budweiser                                   | 6                                                |
| 1985                               | Chip Hanauer                                     | Miller American                                  | 5                                                |
| 1986                               | Jim Kropfeld                                     | Miss Budweiser                                   | 3                                                |
| 1987                               | Jim Kropfeld                                     | Miss Budweiser                                   | 5                                                |
| 1988                               | Tom D'Eath                                       | Miss Budweiser                                   | 4                                                |
| 1989                               | Chip Hanauer                                     | Miss Circus Circus                               | 3                                                |
| 1990                               | Chip Hanauer                                     | Miss Circus Circus                               | 6                                                |
| 1991                               | Mark Tate                                        | Winston Eagle, Oh Boy! Oberto                    | 3                                                |
| 1992                               | Chip Hanauer                                     | Miss Budweiser                                   | 7                                                |
| 1993                               | Chip Hanauer                                     | Miss Budweiser                                   | 7                                                |
| 1994                               | Mark Tate                                        | Smokin' Joe's                                    | 2                                                |
| 1995                               | Mark Tate                                        | Smokin' Joe's                                    | 4                                                |
| 1996                               | Dave Villwock                                    | PICO American Dream                              | 6                                                |
| 1997                               | Mark Tate                                        | Close Call                                       | 1                                                |
| 1998                               | Dave Villwock                                    | Miss Budweiser                                   | 8                                                |
| 1999                               | Dave Villwock                                    | Miss Budweiser                                   | 8                                                |
| 2000                               | Dave Villwock                                    | Miss Budweiser                                   | 6                                                |
| 2001                               | Dave Villwock                                    | Miss Budweiser                                   | 1                                                |
| 2002                               | Dave Villwock                                    | Miss Budweiser                                   | 3                                                |
| 2003                               | Dave Villwock                                    | Miss Budweiser                                   | 2                                                |
| 2004                               | Dave Villwock                                    | Miss Budweiser                                   | 5                                                |
| 2005                               | Steve David                                      | Oh Boy! Oberto (Miss Madison)                    | 1                                                |
| 2006                               | Steve David                                      | Oh Boy! Oberto (Miss Madison)                    | 0                                                |
| 2007                               | Dave Villwock                                    | U-16 Ellstrom Elan Plus                          | 4                                                |
| 2008                               | Steve David                                      | Oh Boy! Oberto (Miss Madison)                    |                                                  |
| 2009                               | Steve David                                      | Oh Boy! Oberto (Miss Madison)                    | 1                                                |
| 2010                               | Steve David                                      | Oh Boy! Oberto (Miss Madison)                    | 3                                                |
| 2011                               | Dave Villwock                                    | U-96 Spirit of Qatar                             | 3                                                |
| 2012                               | Steve David                                      | Oh Boy! Oberto (Miss Madison)                    | 3                                                |
| 2013                               | Jimmy Shane                                      | Graham Trucking                                  | 4                                                |
| 2014                               | Jimmy Shane                                      | Oh Boy! Oberto (Miss Madison)                    | 2                                                |
| 2015                               | Jimmy Shane                                      | Oberto                                           | 3                                                |
| 2016                               | Jimmy Shane                                      | HomeStreet Bank                                  | 2                                                |
| 2017                               | Jimmy Shane                                      | HomeStreet Bank                                  | 1                                                |
| 2018                               | Andrew Tate                                      | Jones Racing                                     | 3                                                |
| 2019                               |                                                  |                                                  |                                                  |
| 2020                               | Wegen der weltweiten COVID-19-Pandemie abgesagt. | Wegen der weltweiten COVID-19-Pandemie abgesagt. | Wegen der weltweiten COVID-19-Pandemie abgesagt. |
| 2021                               |                                                  |                                                  |                                                  |

| APBA Gold Cup (Einzelrennen) | APBA Gold Cup (Einzelrennen)                   | APBA Gold Cup (Einzelrennen)                   |
| Jahr                         | Fahrer                                         | Boot                                           |
| ---------------------------- | ---------------------------------------------- | ---------------------------------------------- |
| 1946                         | Guy Lombardo                                   | G-13 Tempo VI                                  |
| 1947                         | Danny Foster                                   | G-99 Miss Pepsi V                              |
| 1948                         | Danny Foster                                   | G-4 Miss Great Lakes                           |
| 1949                         | Bill Cantrell                                  | U-3 My Sweetie                                 |
| 1950                         | Ted Jones                                      | U-27 Slo-Mo-Shun IV                            |
| 1951                         | Lou Fageol                                     | U-37 Slo-Mo Shun V                             |
| 1952                         | Stan Dollar                                    | U-27 Slo-Mo-Shun IV                            |
| 1953                         | Joe Taggart                                    | U-27 Slo-Mo-Shun IV                            |
| 1954                         | Lou Fageol                                     | U-37 Slo-Mo-Shun V                             |
| 1955                         | Lee Schoenith                                  | Gale V                                         |
| 1956                         | Bill Muncey                                    | Miss Thriftway                                 |
| 1957                         | Bill Muncey                                    | Miss Thriftway                                 |
| 1958                         | Jack Regas                                     | Hawaii Kai III                                 |
| 1959                         | Bill Stead                                     | Maverick                                       |
| 1960                         | -- --                                          | wg. Sturm nicht ausgetragen                    |
| 1961                         | Bill Muncey                                    | Miss Century 21 Thriftway Stores               |
| 1962                         | Bill Muncey                                    | Miss Century 21 Thriftway Stores               |
| 1963                         | Ron Musson                                     | Miss Bardahl                                   |
| 1964                         | Ron Musson                                     | Miss Bardahl                                   |
| 1965                         | Ron Musson                                     | Miss Bardahl                                   |
| 1966                         | Miro Slovak                                    | Tahoe Miss                                     |
| 1967                         | Bill Schumacher                                | Miss Bardahl                                   |
| 1968                         | Bill Schumacher                                | Miss Bardahl                                   |
| 1969                         | Bill Sterret                                   | Miss Budweiser                                 |
| 1970                         | Dean Chenoweth                                 | Miss Budweiser                                 |
| 1971                         | Jim McCormick                                  | Miss Madison                                   |
| 1972                         | Bill Muncey                                    | Atlas Van Lines                                |
| 1973                         | Dean Chenoweth                                 | Miss Budweiser                                 |
| 1974                         | George Henley                                  | Pay'n Pak                                      |
| 1975                         | George Henley                                  | Pay'n Pak                                      |
| 1976                         | Tom D'Eath                                     | Miss U.S.                                      |
| 1977                         | Bill Muncey                                    | Atlas Van Lines                                |
| 1978                         | Bill Muncey                                    | Atlas Van Lines                                |
| 1979                         | Bill Muncey                                    | Atlas Van Lines                                |
| 1980                         | Dean Chenoweth                                 | Miss Budweiser                                 |
| 1981                         | Dean Chenoweth                                 | Miss Budweiser                                 |
| 1982                         | Chip Hanauer                                   | Atlas Van Lines                                |
| 1983                         | Chip Hanauer                                   | Atlas Van Lines                                |
| 1984                         | Chip Hanauer                                   | Atlas Van Lines                                |
| 1985                         | Chip Hanauer                                   | Miller American                                |
| 1986                         | Chip Hanauer                                   | Miller American                                |
| 1987                         | Chip Hanauer                                   | Miller American                                |
| 1988                         | Chip Hanauer                                   | Circus Circus                                  |
| 1989                         | Tom D'Eath                                     | Miss Budweiser                                 |
| 1990                         | Tom D'Eath                                     | Miss Budweiser                                 |
| 1991                         | Mark Tate                                      | Winston Eagle                                  |
| 1992                         | Chip Hanauer                                   | Miss Budweiser                                 |
| 1993                         | Chip Hanauer                                   | Miss Budweiser                                 |
| 1994                         | Mark Tate                                      | Smokin' Joe's                                  |
| 1995                         | Chip Hanauer                                   | Miss Budweiser                                 |
| 1996                         | Dave Villwock                                  | Pico American Dream                            |
| 1997                         | Dave Villwock                                  | Miss Budweiser                                 |
| 1998                         | Dave Villwock                                  | Miss Budweiser                                 |
| 1999                         | Chip Hanauer                                   | Miss Pico                                      |
| 2000                         | Dave Villwock                                  | Miss Budweiser                                 |
| 2001                         | Michael Hanson                                 | Tubby's Subs                                   |
| 2002                         | Dave Villwock                                  | Miss Budweiser                                 |
| 2003                         | Mitch Evans                                    | Miss Fox Hills                                 |
| 2004                         | Nate Brown                                     | Dick Scott                                     |
| 2005                         | Terry Troxell                                  | Miss Al Deeby Dodge                            |
| 2006                         | Jean Theoret                                   | Miss Beacon Plumbing                           |
| 2007                         | Dave Villwock                                  | Miss Elam Plus                                 |
| 2008                         | Jeff Bernard ABRA HPC Round                    | U-5 FormulaBoats.com *Anm. 1                   |
| 2009                         | Dave Villwock                                  | Miss Elam Plus                                 |
| 2010                         | Dave Villwock                                  | Spirit of Qatar                                |
| 2011                         | Dave Villwock                                  | Spirit of Qatar                                |
| 2012                         | Dave Villwock                                  | Spirit of Qatar                                |
| 2013                         | Kip Brown                                      | Spirit of Qatar                                |
| 2014                         | Jimmy Shane                                    | U-6 Oberto Beef Jerky                          |
| 2015                         | Jimmy Shane                                    | U-1 Oberto Beef Jerky                          |
| 2016                         | J Michael Kelly                                | U-5 Graham Trucking                            |
| 2017                         | Jimmy Shane                                    | U-1 Miss Homestreet Bank                       |
| 2018                         | Andrew Tate                                    | U-9 Jones Racing                               |
| 2019                         | Jimmy Shane                                    | U-6 Miss Homestreet Bank                       |
| 2020                         | Wegen der COVID-19-Pandemie nicht ausgetragen. | Wegen der COVID-19-Pandemie nicht ausgetragen. |
| 2021                         |                                                |                                                |

- Anm. 1: Nach den nationalen Meisterschaftsregeln wurde das Rennen 2008, das aus zwei Läufe besteht, aber wegen starker Winde abgebrochen wurde, für Meisterschaft als offiziell anerkannt, da alle Boote den ersten Lauf absolviert hatten.[16][17]

## Sonstiges (Trivia)
- Der mit Abstand erfolgreichste Teilnehmer in dieser Rennserie ist das Team Miss Budweiser, das von 1963 bis 2004 an 354 Unlimited-Hydroplane-Rennen teilnahm. Es platzierte sich insgesamt 230-mal in den Top 3 mit einem Rekord von 134 Siegen. Das Team errang 24 „High Points-Championships“ (Team-Weltmeisterschaften)[18] und 14 APBA Gold Cups.[19] Die Fahrerwertung (seit 2011 „Bill Muncey Trophy“) gewann es 19-mal.
- Die typischen, hohen, Fontänen am Heck der Boote (durch den Propeller) haben den passenden Spitznamen „Rooster Tail“ oder „Rooster Cock“ (Hahnen- oder Gockelschwanz).[20]